# Юргенс, Игорь Юрьевич
И́горь Ю́рьевич Ю́ргенс (род. 6 ноября 1952, Москва) — российский экономист, президент Института современного развития (ИНСОР). Кандидат экономических наук. Профессор Высшей школы экономики (ГУ-ВШЭ). С 2007 по 2011 год входил в команду Дмитрия Медведева.

## Биография
Отец — Юрий Теодорович Юргенс, из обрусевших прибалтийских немцев, секретарь азербайджанского центрального комитета профсоюза нефтяников. Дед Теодор Юргенс — финансовый директор фирмы «Нобель» по добыче нефти в Баку.
Юрий Теодорович Юргенс окончил Бакинский государственный университет, служил на подводных лодках Северного флота, провоевал на Севере всю Великую Отечественную войну. Был награждён медалью «За оборону Кавказа». После войны вернулся в Баку, где долгое время работал секретарём центрального комитета профессиональных союзов нефтяников Азербайджана. Закончил карьеру секретарём общесоюзного ЦК профсоюзов нефтяников. Мать — учительница музыки.
Окончил экономический факультет Московского государственного университета имени М. В. Ломоносова (1974). Ныне[когда?] он — председатель клуба выпускников экономического факультета МГУ.

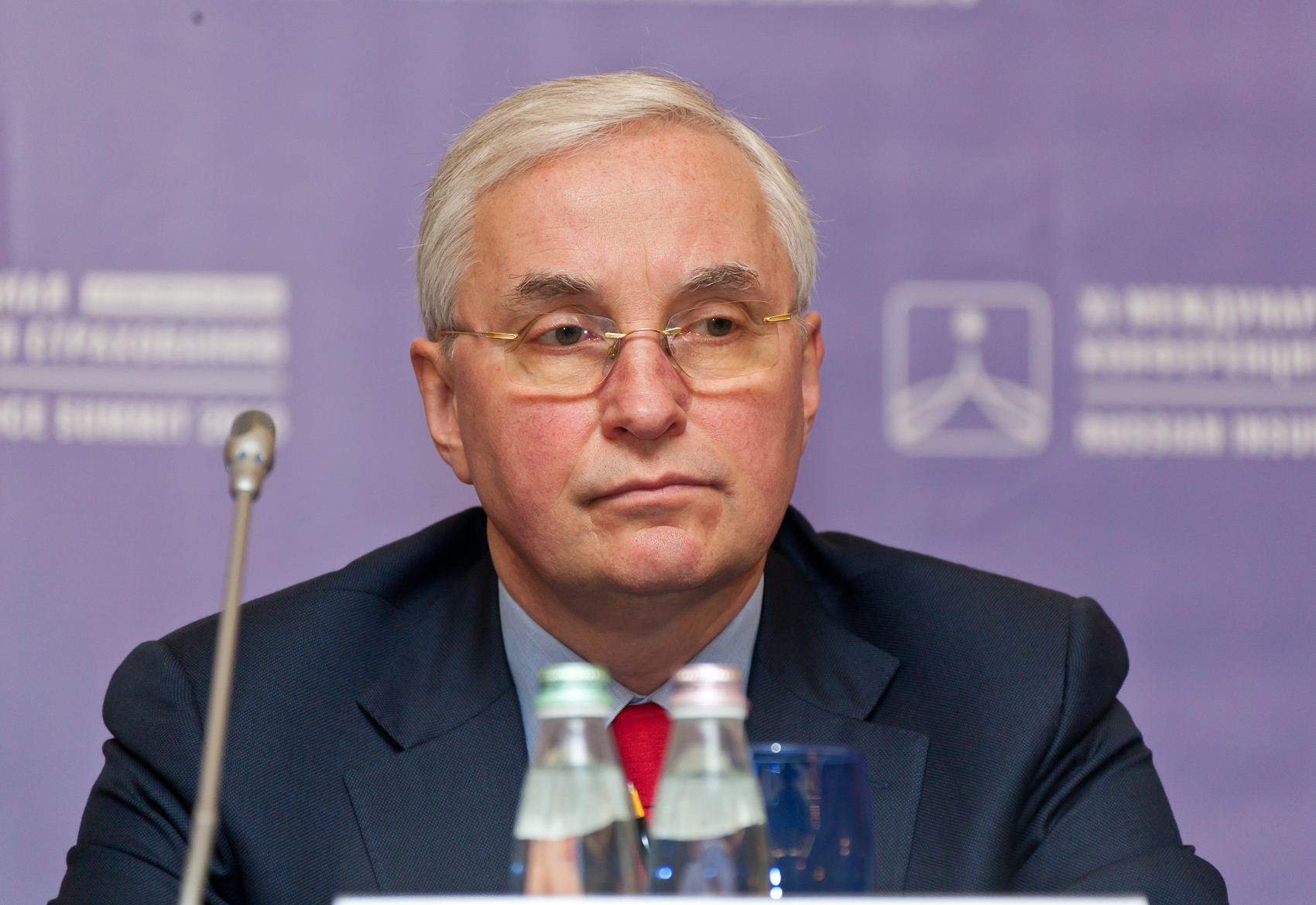
И. Ю. Юргенс в президиуме Международной конференции по страхованию, Москва, Ритц-Карлтон, июнь 2013 года

В 2001 году защитил диссертацию на соискание учёной степени кандидата экономических наук по специальности 08.00.05 «Экономика и управление народным хозяйством» на тему «Организация и регулирование страховой деятельности в Российской Федерации».
- В 1974—1980 — советник международного управления ВЦСПС.
- В 1980—1985 — сотрудник Управления международных отношений ЮНЕСКО (Париж).
- В 1985—1991 — консультант, заместитель начальника, начальник международного управления ВЦСПС.
- В 1991—1997 — заместитель, затем первый заместитель председателя Всеобщей Конфедерации профсоюзов (объединяет отраслевые профцентры и профцентры СНГ).
- В 1996—1997 — председатель совета директоров страховой компании ОАО «Международная страховая компания профсоюзов „Меско“».
- В 1998—2002 — президент Всероссийского союза страховщиков.
- В 2001—2005 — вице-президент — исполнительный секретарь Российского союза промышленников и предпринимателей (работодателей).
- В 2005—2010 — первый вице-президент и руководитель направления по работе с правительственными и госорганизациями ЗАО «Ренессанс Капитал».
- С 2008 — председатель правления Института современного развития (сокр. ИНСОР; председателем попечительского совета является бывший Президент Российской Федерации Дмитрий Медведев).
- С 2011 — член попечительского совета Российского совета по международным делам.
- С 20 февраля 2017 года — председатель совета директоров рейтингового агентства «Эксперт РА»[4].

## Общественная и экономическая деятельность

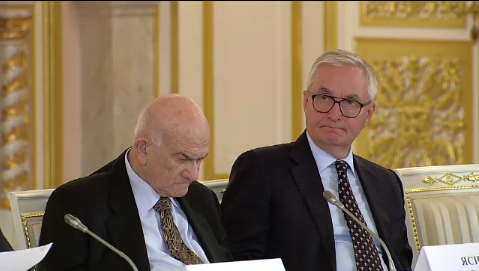
И. Ю. Юргенс и Е. Г. Ясин на заседании Совета при Президенте Российской Федерации по развитию гражданского общества и правам человека (11 декабря 2018 года)

- С 1992 — член неправительственного Совета по внешней и оборонной политике (СВОП), с 1996 — член Президиума.
- C 1997 — сопредседатель попечительского совета Фонда развития парламентаризма в России.
- Председатель комитета Торгово-промышленной палаты Российской Федерации по финансовым рынкам и кредитным организациям.
- Член Экспертного совета по страхованию и негосударственному пенсионному обеспечению Комитета по кредитным организациям и финансовым рынкам Государственной думы Российской Федерации.
- Председатель совета директоров НПО «Балтийский форум».
- с 2009 года — член Совета при Президенте РФ по содействию развитию институтов гражданского общества и правам человека[5];
- Входит в состав Трехсторонней комиссии[6].
- В июне 2013 года избран на пост президента Всероссийского союза страховщиков[7].

В 2013 году вошёл в пятёрку наиболее упоминаемых в прессе лиц, связанных со страхованием. С 2014 по 2019 год занимает в этом рейтинге первое место. При его активном участии и под его управлением прошла трансформация ВСС в саморегулируемую организацию, объединившую все страховые организации (страховые и перестраховочные компании) России, начат процесс слияния отраслевых страховых союзов с ВСС. 11 октября 2016 года избран президентом саморегулируемой организации (СРО ВСС) на страховом рынке, повторно переизбран в октябре 2019 года. В 2022 году принял решение не выдвигать свою кандидатуру на новый срок.15 января 2015 года избран президентом Российского союза автостраховщиков (переизбран 12 декабря 2017 года), в 2022 году ушёл в отставку.
- с 31 октября 2016 года и до 2022 года был президентом Национального союза страховщиков ответственности[11][13].
- Член Общественной палаты РФ (2008—2010)[14].
- Член правления Российского союза промышленников и предпринимателей, председатель комиссии по страховой деятельности[15][16].
- Член попечительского совета Российского совета по международным делам[17].
- Член группы экономистов «СИГМА»[18].
- Почётный генеральный консул княжества Монако.

Постоянный участник рейтинга лучших лоббистов России, ежемесячно составляемого «Агентством экономических новостей» и «Независимой газетой» (в 2013 и в 2014 годах — 20-е место, в 2015 — 17-е место).

## Взгляды
В 2008 году вошёл в Высший совет партии «Правое дело». Партия создавалась по инициативе Администрации Президента, процесс курировал Владислав Сурков, его целью являлось создание двухпартийной системы во главе с «Единой Россией» и «Правым делом», где в первой остались бы сторонники «путинизма», а вторая — собрала бы всех либералов и прогрессистов. Медведев должен был возглавить новую партию, когда она наберёт политический вес. В 2010 году в СМИ попали слухи о том, что Юргенс в скором времени может возглавить партию. В июне 2011 года Высший совет, членом которого являлся Юргенс, был ликвидирован новым лидером Михаилом Прохоровым.
В мае 2009 года дал интервью британской газете «The Daily Telegraph», в котором достаточно резко отозвался о курсе и роли В. В. Путина в современной истории России.
В июне 2010 года приглашён в совет общественного движения «ЗаМодернизацию.ру», в которую также входят Григорий Явлинский, Борис Титов, Владислав Иноземцев, и др.
В 2010 году, говоря о модернизации, Юргенс довольно скептически отозвался о возможностях модернизации в современной России, сказав: «Русские ещё очень архаичны. В российском менталитете общность выше, чем личность. Поэтому „государство всё, а мои усилия — ничего“. Пускай кто-то что-то делает, борется, а у меня своих проблем хватает, какая модернизация… Только к 2025 году русский народ станет совместим со среднеевропейским». Данное высказывание было подхвачено и широко растиражировано определёнными средствами массовой информации как доказательство антирусской политики властей. В частности, в статье «Вот тебе, бабушка, и Юргенс day» высказывания Юргенса были представлены русофобскими, а модернизация была представлена как угроза для русского народа. Юргенс в ответ заявил, что фразу вырвали из контекста, и пояснил: «На пресс-конференции в „Интерфаксе“ я сказал, что имевшая место два последних десятилетия в России деиндустриализация страны закрепила архаичные элементы в народном мироощущении, которые и вызывают настороженность к идеям модернизации».
24 декабря 2011 года Игорь Юргенс принял участие в массовом митинге протеста против фальсификаций выборов в Государственную Думу VI созыва в Москве на проспекте Сахарова.
В 2012 году принял участие в учредительном съезде партии «Гражданская платформа».
На выборах 2018 года был зарегистрирован доверенным лицом кандидата Бориса Титова.
В 2014 году Юргенс не поддержал российскую оккупацию Крыма, назвав себя последовательным противником применения военной силы на Украине. В марте 2022 года подписал письмо против российского вторжения на Украину.

## Научная и публицистическая деятельность
Юргенс является профессором кафедры теории и практики взаимодействия бизнеса и власти Государственного университета — Высшей школы экономики, ведущим постоянно действующего практического семинара «Особенности взаимодействия бизнеса и власти в России». Под редакцией Игоря Юргенса опубликован учебник «Риск-менеджмент» (Москва, 2003). Автор многочисленных публикаций в «Российской газете» и других российских СМИ.
В своей публицистической деятельности Юргенс выступает против попыток ревизионистов переписать историю Великой Отечественной войны. В качестве председателя «Балтийского форума» Юргенс также неоднократно критиковал латвийские власти за дискриминацию русскоязычного населения.

## Награды
- Орден Почёта (Россия) (19 ноября 2002 года)
- Орден Почётного легиона (фр. Ordre national de la Légion d'honneur) (Франция)
- Национальный орден «За заслуги» (фр. I’Ordre National du Merite) (Франция)
- Орден Святого Карла (Монако)[37]
- Орден преподобного Сергия Радонежского (Русская православная церковь)
- Орден святого благоверного князя Даниила Московского (орден Русской православной церкви)[38]
- Медаль «В память 850-летия Москвы»
- Ведомственные медали и награды.